# Кошта-да-Капаріка
Кошта-да-Капаріка (порт. Costa da Caparica) — невеликий населений пункт (фрегезія) в Португалії, входить до округу Сетубал. Є складовою муніципалітету Алмада. Знаходиться у складі великої міської агломерації Великий Лісабон. За старим адміністративним поділом є провінцією Ештремадура. Входить в економіко-статистичний субрегіон Півострів Сетубал, який є складовою частиною Лісабонського регіону. Населення складає 11 707 осіб на 2001 рік. Кошта-да-Капаріка має площу 10,88 кв.км.
Покровителем району вважається Святий Іоанн (порт. S.João).
Кошта-да-Капаріка відома смугою піщаного пляжу завдовжки близько 20 км, уздовж якої ходить трамвай. Це улюблене місце відпочинку мешканців Лісабона.

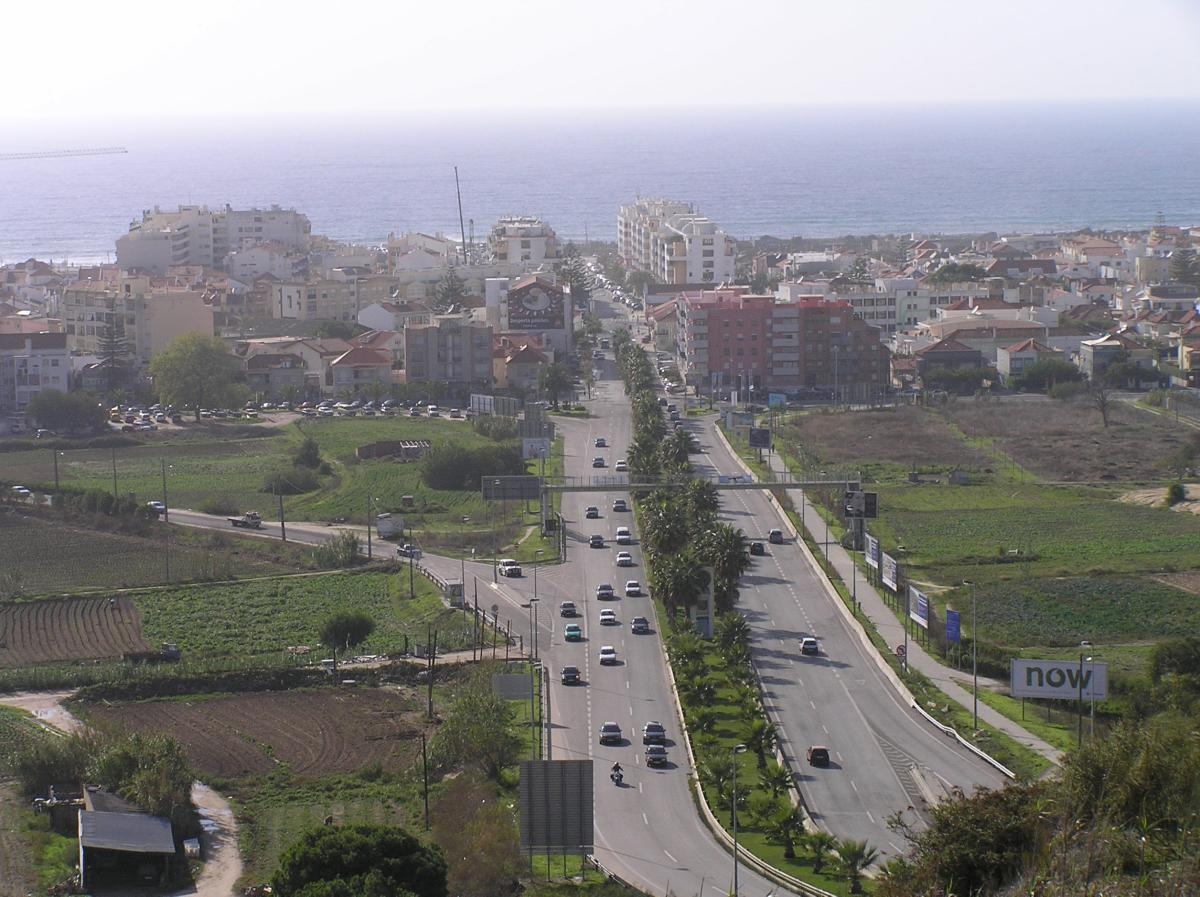
Панорама Кошта-да-Капаріка

Останнім часом цей регіон активно забудовується.